# 鄭友玄
鄭友玄（？—1645年），字元韋，號澹石、澹若，湖廣承天府京山縣人，明朝、南明政治人物。

## 生平
萬曆四十六年（1618年）鄭友玄中舉人，天啟五年（1625年）登進士，授青浦知縣，任內判案神速，雖然年輕卻讓貪官忌憚；崇禎元年（1628年）改任華亭，收足賦稅，同時設立義學振興文風。之後轉任他雲南道御史，指出宦官干預軍政，跋扈北京，被朝廷嚴旨責問，因欠漕糧折銀被戍邊，再起用為山西按察司照磨，迁光禄寺监事。
弘光帝繼位，再次讓鄭友玄擔任雲南道御史，上疏追奪溫體仁的蔭官與諡號，很快改官兩淮巡鹽御史兼河道總督，因父母去世辭官回鄉。隆武帝即位，黃道周推薦他任官，朝廷下詔起用為雲南道御史，但他未受命就已經去世。

## 引用
1. 1 2  錢海岳《南明史·卷四十五·列傳第二十一》：鄭友玄，字元韋，京山人。天啟五年進士。授青浦知縣，判斷如流，邑無滯政，年雖少 而吏多憚之。改華亭，縣若督賦，使十里均任輸，及額者不詣縣，課畢登。暇設義學，文風丕振。遷雲南道御史，論奄寺變置軍政，養豎總戎跋扈薊門。嚴旨切責，坐欠漕折戍。
2. ↑  光緒《續修京山縣志·卷十三》：鄭友元【玄】，字元韋，號澹石。舉萬歷【曆】四十六年鄉試，登天啟五年進士。
3. ↑  编纂委员会. . 上海: 上海社会科学院出版社. 2001年. ISBN 7-80618-881-9.
4. ↑  《明史·卷二百五十八》：时有令，有司征赋不及额者不得考选。给事中周瑞豹考选而后完赋，帝怒，贬谪之，命如瑞豹者悉以闻。于是开元及御史郑友元等三人并贬二秩调外，开元不赴官。久之，起山西按察司照磨，迁光禄寺监事。
5. ↑  錢海岳《南明史·卷四十五·列傳第二十一》：安宗立，起故官。疏言：「周延儒貪倍，薛國觀，溫體仁奸又毒於延儒。今延儒、國觀相繼伏法，獨體仁以先死逋誅，乞將體仁官蔭資產，或顯斥嚴追，或比秦檜繆醜之謐，貌其形慝，勿令延儒、國觀獨恨地下。」朝議題之，乃追奪體仁蔭諡。尋督理兩淮鹽法兼河道，憂歸。紹宗即位，黃道周薦盛年方剛，深心遠識，可驅除亂孽，詔起雲南道。未聞命卒。